# Знарок, Игорь Валерьевич
Игорь Валерьевич Знарок (род. 22 октября 1967) — советский и российский хоккеист, нападающий. Мастер спорта СССР. Тренер.

## Биография
Сын футбольного тренера Валерия Знарка. Младший брат хоккеиста и тренера Олега Знарка.
До пятого класса занимался хоккеем в Усть-Катаве (тренер — Игорь Дорогов). После переезда в Челябинск попал в школу «Трактора», тренировался у Виктора Перегудова и Юрия Могильникова. Выступал за челябинские команды «Металлург» / «Мечел» (1984/85, 1987/88 — 1989/90, 1990/91 — 1992/93) и «Трактор» (1985/86 — 1987/88, 1989/90 — 1990/91). В 1992 году вследствие перелома руки решил завершить карьеру. Позже играл во второй лиге за команды «Сталь» (Аша, 1996/97), СКиК (Трёхгорный, 1998/99 — 2002/03).
Серебряный призёр хоккейного турнира зимней Универсиады 1987.
В сезонах 2006/07 — 2007/08 — тренер, главный тренер клуба второй лиги «Кристалл» (Белоярский). Главный тренер клуба «Газпром-ОГУ» Оренбург (2007/08, с 7 ноября). Тренер (2008/09; 2015/16; 2016/17, до 26 декабря; 2017/18 — 2018/19, до 2 января), главный тренер (2016/17, с 26 декабря; 2018/19, со 2 января) «Мечела» / «Челмета».
Тренер команды «Трактора» 1999 г. р. (2009—2015). В сезонах 2015/16 — 2018/19, с 2022/23 — тренер юношеских сборных России.
Тренер команды ВХЛ «Торпедо-Горький» (2019/20). Тренер в хоккейной школе имени Макарова (2020/21). Главный тренер команды ЖХЛ в сезоне 2021/22 — 2022/23, до 23 ноября.